# Liphanthus moldenkei
Liphanthus moldenkei is een vliesvleugelig insect uit de familie Andrenidae. De wetenschappelijke naam van de soort is voor het eerst geldig gepubliceerd in 1983 door Ruz & Toro.